# Ileana Espinel
Ileana Espinel Cedeño (Guayaquil, 31 octobre 1933 -  ibidem, 21 février 2001) est une poétesse et journaliste équatorienne.

## Œuvres
- Piezas líricas (Guayaquil, 1957)
- La estatua luminosa (Caracas, 1959)
- Arpa salobre (Caracas, 1966)
- Diríase que canto (Guayaquil, 1969)
- Tan solo trece (Guayaquil, 1972)
- Poemas escogidos (Guayaquil, 1978)
- Solo la isla (Quito, 1995)